# 理研計器
理研計器株式会社（りけんけいき、英: RIKEN KEIKI Co., Ltd.）は、東京都に本社を置くガス警報器メーカー。かつての理研コンツェルンのうちの一社。

## 事業内容
ガス警報器、その他計測機器の製造を行っている。
主な製品
- 定置型可燃性ガス検知警報器
- 定置型毒性ガス検知警報器
- 携帯用複合ガス検知警報器
- 携帯用可燃性ガス検知警報器
- 携帯用ガス測定器

## 沿革
- 1934年（昭和9年）7月 - 家電などの製造販売を目的として、沢藤電気工業株式会社設立。
- 1938年（昭和13年）
  - 5月 - 富国機械株式会社に商号変更。精密機械の製造開始。
  - 11月 - 財団法人理化学研究所辻研究室の研究発明製品の特許実施権取得。ガス検定器などの製造開始。
- 1939年（昭和14年）3月 - 現商号に変更。
- 1952年（昭和27年）11月 - 理研精機光学株式会社を吸収合併。
- 1961年（昭和36年）10月 - 東証2部に上場。
- 1970年（昭和45年）1月 - 奈良工場（現・理研計器奈良製作所）の操業開始。
- 1995年（平成7年）9月 - 東証1部に指定。
- 1996年（平成8年）
  - 1月 - 桶川工場の操業開始。
  - 10月 - ISO 9001の認証取得。
- 1997年（平成9年）12月 - ISO 14001の認証取得。

## 事業所所在地
- 本社 - 東京都板橋区小豆沢2-7-6
- 営業所・出張所・工場
  - 札幌 - 北海道札幌市北区北6条西1-4-2
  - 岩手 - 岩手県北上市さくら通り1-1-31
  - 仙台 - 宮城県仙台市青葉区一番町二丁目7-17
  - 水戸 - 茨城県水戸市見川四丁目668-3
  - 埼玉 - 埼玉県鴻巣市宮地4-3-5
  - 千葉 - 千葉県千葉市中央区村田町668-20
  - 神奈川 - 神奈川県横浜市港北区新横浜2-8-12
  - 浜松 - 静岡県浜松市中央区初生町1159-4
  - 名古屋 - 愛知県名古屋市南区立脇町2-15
  - 四日市 - 三重県四日市市西阿倉川1415-10
  - 金沢 - 石川県金沢市新保本4-65-17
  - 大阪 - 大阪府大阪市淀川区東三国1-10-7
  - 神戸 - 兵庫県神戸市中央区旭通2-1-9
  - 水島 - 岡山県倉敷市水島南春日町3-8
  - 広島 - 広島県広島市安佐南区祇園2-17-39
  - 福岡 - 福岡県福岡市東区舞松原1-10-13
  - 熊本 - 熊本県熊本市中央区新大江2-20-9
  - 大分 - 大分県大分市三佐1-1-34
  - 函館工場（戸井） - 北海道函館市小安町938-1